# Les Boulevards de ceinture
Les Boulevards de ceinture est un roman de Patrick Modiano paru le 6 octobre 1972 aux éditions Gallimard et ayant reçu le Grand prix du roman de l'Académie française la même année.

## Écriture du roman
Les Boulevards de ceinture est le troisième roman de Patrick Modiano. Ses deux précédents romans (La Place de l'Étoile en 1968 et La Ronde de nuit en 1969) s'attachaient à décrire la période de l'occupation allemande en France et de la Collaboration. Les Boulevards de ceinture est généralement considéré comme faisant partie, avec les deux précédents, d'une « trilogie de l'Occupation ».

## Résumé
Peut-être de manière réelle au début des années 1970 ou de manière fantasmée dans les années noires de la Collaboration en France, un jeune homme, se faisant appeler Serge Alexandre et se prétendant écrivain, se rapproche d'un groupe d'hommes aux activités troubles à l'auberge du Clos-Foucré dans un village en bordure de la forêt de Fontainebleau. Parmi eux son père, répondant au nom et titre de baron Chalva Deyckecaire, qu'il n'a pas vu depuis dix ans après que celui-ci a tenté – possiblement de manière réelle ou métaphoriquement – de le pousser sous une rame de métro à la station George V lors de l'un de leurs périples dans Paris.
Ce père, disparu depuis ce temps, semble ne se souvenir de rien – à moins que l'évènement n'ait pas eu lieu – ni reconnaître son fils et se laisse approcher par le narrateur qui s'aperçoit que les activités du quatuor sont liées à la publication d'un journal de dénonciation et de chantage intitulé C'est la vie dirigé par Jean Murraille auquel collaborent également son futur beau-frère Guy de Marcheret, un certain Gerbère et aussi Lestandi, tous devisant de leurs projets, en écoutant la TSF, et de l'éventualité d'être passés par les armes devant un peloton d'exécution. Malgré la répulsion physique que tout cela lui inspire, Serge Alexandre semble avoir un but : pardonner et sauver son père de ses fréquentations, qui, bien que Juif semble pourtant ne pas être inquiété. Élimine-t-il réellement Lestandi ou n'est-ce qu'un autre désir fantasmé ?
Le fils et son père s'en retournent à Paris pour que ce dernier puisse s'enfuir en Belgique sous une autre identité. Alors qu'il doit retrouver son passeur à l'« hôtel Tuilerie-Wagram », place des Pyramides, Chalva Deyckecaire est arrêté par quatre hommes et son fils ne pouvant se résoudre à l'abandonner, se laisse également embarquer vers la « rue des Saussaies ? Drancy ? la villa Triste ? » Les brumes de la mémoire se dissipant, le narrateur fait identifier sur une photo, par le vieux barman du Clos-Foucré, les différents protagonistes de cette histoire datant d'il y a bien longtemps.

## Personnages
- Serge Alexandre, le narrateur
- Baron Chalva Deyckayre, son père
- Jean Murraille, sulfureux journaliste, maître chanteur
- Comte Guy de Marcheret, ancien légionnaire
- Maud Gallas, tenancière du Clos-Foucré
- Annie Murraille, starlette
- Sylviane Quimphe, cavalière, demi-mondaine).

## Éditions
- Éditions Gallimard, 1972  (ISBN 2070283402).
- Coll. « Folio », éditions Gallimard, 1978  (ISBN 978-2070370337)